# Everipedia
Everipedia.org este un lexicon online lansat de firma Everipedia, Inc. la început ca fork al Wikipediei în limba engleză, având standarde de notabilitate mai relaxate.
Site-ul a fost înființat la începutul anului 2015 de antreprenorul americano-iranian Mahbod Moghadam ca fork cu intenția de a înregistra „totul” în blockchain. 
Un aspect esențial în propagarea lexiconului este platforma blockchain EOS, precum și așa-numitul „IQ token” compatibil cu acesta. Redactorii Everipedia sunt recompensați pentru articolele care aduc valoare comunitații cu criptomoneda IQ, care poate fi schimbată la bursă pentru monedă curentă. Everipedia este implicată intens în activități economice și, după cum spune și numele, dorește să conțină informații despre orice. Platforma permite și cetățenilor din țări în care informațiile sunt cenzurate accesul la o comunitate globală de servicii și informații.
Începând cu decembrie 2017, numărul lunar de vizualizări a paginilor este de 3,5 - 5 milioane, numărul lunar de vizitatori este de la 2 la 3 milioane. Potrivit lui Alexa, pe 1 februarie 2018, Everipedia ocupă locul 6,640 pentru traficul web din Statele Unite.
La începutul lunii august 2018, a fost efectuat transferul Everipedia către platforma EOS. Din acest motiv, Everipedia a devenit prima enciclopedie descentralizată din lume, ceea ce exclude posibilitatea de cenzură.

## Legături externe
- Site web oficial